# Liste von Persönlichkeiten der Stadt Lienz
Diese Liste der Persönlichkeiten der Stadt Lienz listet alle Persönlichkeiten auf, die wichtig für Lienz und seine Geschichte sind, also maßgeblich hier gewirkt haben oder deren Person eng mit dem Namen »Lienz« verbunden wird. Zudem beinhaltet die Liste Personen, die in Lienz geboren oder gestorben sind, ohne maßgeblich hier gewirkt zu haben.

## Söhne und Töchter
- Raimund Abraham (1933–2010), österreichisch-amerikanischer Architekt und Professor für Architektur
- Johann Dominicus Aigner (1761–1848), Lienzer Bürgermeister von 1805 bis 1809
- Peter Birker (* 1970), Historiker und Politikwissenschafter
- Maria Brunner (* 1962), österreichische Malerin
- Bernhard Bürgler SJ, (1960) Provinzial der zentraleuropäischen Provinz des Jesuitenordens
- Jakob Bürgler (* 1967), Bischofsvikar und interimistischer Diözesanadministrator der Diözese Innsbruck
- Werner Bürgler (* 1960), Fußballspieler und -trainer
- Theodor Danegger (1891–1959), österreichischer Opernsänger und Schauspieler
- Josef Dapra (1921–2018), österreichischer Fotograf, Theaterautor und Politaktivist
- Bernhard Eisendle (* 1939), österreichischer Maler
- Rudl Eller (1882–1977), Bergsteiger, Erschließer der Lienzer Dolomiten
- Eberhard Forcher (* 1954), österreichischer Musiker, Bandleader, Lehrer, Moderator und DJ
- Michael Forcher (* 1941), österreichischer Verleger und Publizist
- Josef Gasser (1873–1957), österreichischer Komponist und Kirchenmusiker
- Hermann Girstmair (1929–2019), Lehrer, Politiker (ÖVP) und Stadtrat von Innsbruck
- Peter Gridling (* 1957), Direktor des Bundesamtes für Verfassungsschutz und Terrorismusbekämpfung
- Virgil von Graben (1430/1440–1507), Reichsverweser der Grafschaft Görz, kaiserlicher Rat sowie Hauptmann von Görz
- Lukas von Graben zum Stein († 1550), Sohn des vorherigen; Militär der Görzer Grafen und der Habsburger
- Werner Grißmann (* 1952), österreichischer Skirennläufer, Erfinder des Dolomitenmanns
- Franz Xaver Gruber (* 1968), Politiker und amtsführender Stadtrat der Landeshauptstadt Innsbruck
- Siegfried Hafner (1925–2013), Bildhauer
- Christopher Haritzer (* 1987), Jazz- und Volksmusiker
- Ulfried Haselsteiner (* 1970), Opernsänger (Tenor)
- Dominic Hassler (* 1981), österreichischer Fußballspieler
- Michael Hedwig (* 1957), österreichischer Maler, Zeichner, Druckgrafiker
- Ivo von Hibler (1837–1926), österreichischer Rechtsanwalt und Politiker
- Karl Hofmann (1852–1926), Landschaftsmaler
- Andy Holzer (* 1966), Bergsteiger, Extremsportler und Vortragsreisender
- Gerhard Huber (* 1965), Unternehmer und Politiker
- Uwe Ladstädter (* 1942), österreichischer Schriftsteller
- Michael Lang (* 1982), Bildhauer und Maler
- Egon Leitner (* 1965), Biathlet
- Ekard Lind (* 1945), Musiker und Hundepädagoge
- Sandi Lovrić (* 1998), Fußballspieler
- Alexander Lugger (* 1968), Skibergsteiger und Nationaltrainer
- Helga Machne (* 1938), Politikerin
- Gerald Mair (* 1988), österreichischer Dirigent
- Walter Mair (* 1939), österreichischer Sachbuchautor und Fotograf
- Wolfgang Mair (* 1980), österreichischer Fußballspieler
- Valérie von Martens (eigentlich Valérie Pajér Edle von Mayersperg, 1894–1986), österreichisch-deutsche Schauspielerin
- Wolfgang Mitterer (* 1958), Musiker (Orgel, Keyboards) und Komponist
- Daniel Oliver Moser (* 1982), Komponist, Interpret und Ausbilder
- Josef Moser (* 1955), Jurist und Politiker, Präsident des österreichischen Rechnungshofes
- Theresa Moser (* 1993), Duathletin, Triathletin
- Christian Moser-Sollmann (* 1972), Kulturwissenschaftler und Autor
- Albert Muchar (1786–1849), Historiker und österreichischer Schriftsteller
- Hannes Müller (* 1977), Koch
- Peter Niedertscheider (* 1972), Bildhauer und Maler
- Rudolf Niklas (1906–1972), Landwirt und Politiker
- Birgit Obermüller (* 1966), Politikerin (NEOS), Landtagsabgeordnete
- Hannes Oberwalder (* 1967), Musikproduzent, Keyboarder und Pianist
- Peter Ortner (* 1983), Bergsteiger und Kletterer
- Hermann Pedit (1933–2014), österreichischer Maler und Bildhauer
- Bruno Podesser (* 1964), Mediziner
- Meinrad Pizzinini (* 1943), Historiker und Autor
- Erich Ranacher (1923–1944), österreichischer Widerstandskämpfer und Partisan
- Thomas Reider (* 1980), Drehbuchautor und Regisseur
- Johann Maria Reiter (1851–1924), Franziskanerpater, Architekt und Maler
- Verena Remler (* 1972), Politikerin
- Maximilian Ritscher (* 1994), Fußballspieler
- Andreas Rohracher (1892–1976), Erzbischof von Salzburg
- Hubert Rohracher (1903–1972), österreichischer Psychologe
- Georg Rösch von Geroldshausen (1501–1565), Kanzleisekretär und Dichter
- Michael Rotschopf (* 1969), österreichischer Schauspieler
- Martin Scharnagl (* 1988), Musiker und Komponist
- Karl E. Schedl (1898–1979), Entomologe und Forstwissenschaftler
- Mario Scheiber (* 1983), Skirennläufer
- Klaus Schneeberger (* 1950), Politiker, Bürgermeister von Wiener Neustadt
- Tanja Schneider (* 1974), Skirennläuferin
- Roland Schwarzl (* 1980), österreichischer Leichtathlet
- Max Seibald (* 1968), Bildhauer
- Harald Stadler (* 1959), Archäologe
- Anton Steiner (* 1958), ehemaliger österreichischer Skirennläufer
- Lisi Steurer (* 1979), österreichische Bergsteigerin und Kletterin
- Josef Stiegler (* 1937), Olympia-Goldmedaillengewinner 1964 in Innsbruck (Slalom)
- Heinrich Stremitzer (1936–2016), Betriebswirt, Hochschullehrer in Wien
- Fritz Strobl (* 1972), ehemaliger Skirennläufer
- Josef Teichmann (* 1972), Finanzmathematiker
- Brigitte Tegischer (* 1960), Sozialarbeiterin und Politikerin
- Anton Thuswaldner (* 1956), Literaturkritiker
- Steve van Velvet (* 1969), Songschreiber und Musikproduzent
- Stefan Verra (* 1973), Autor, Coach, Redner und Experte für Körpersprache
- Franz Walchegger (1913–1965), ein Pionier der modernen Malerei in Tirol
- Harald Walder (* 1973), Snowboarder
- Edmund Wallensteiner (* 1962), Gitarrist der Schlagerband „Nockalm Quintett“
- Beda Weber, eigentlich Johann Chrysanth Weber, (1798–1858), Schriftsteller, Theologe und Abgeordneter der Frankfurter Nationalversammlung 1848/49
- Thomas Weingartner (* 1976), Drehbuchautor
- Fanny Wibmer-Pedit (1890–1967), Schriftstellerin
- Hermann Wiesflecker (1913–2009), Historiker
- Christoph Zanon (1951–1997), Lehrer und Schriftsteller
- Joseph Zawodny-Parthey (1870–nach Januar 1940), Agrarwissenschaftler

## Bürgermeister der Stadt Lienz
Das Amt des Bürgermeisters wurde 1638 von Hans Graf Wolkenstein-Rodenegg (Adelsgeschlecht) in Lienz eingeführt.
Von den ersten Bürgermeistern ist leider nichts bekannt.
Der erste dokumentierte Bürgermeister kommt aus einer alten Lienzer Bürgerfamilie:
- Josef Oberhueber, 1797–1805
- Johann Dominicus Aigner, 1805–1809
- Johann Franz Röck, 1809–1811

Ab 1866 wurden die Bürgermeister vom Stadt- bzw. Gemeinderat gewählt
- Josef Albert Kranz, 1866–1869
- Alois Röck, 1869–1872
- Carl Sartori, 1872–1881
- Otto Carli, 1881–1883
- Johann Capistran Oberhueber, 1883–1886
- Franz Rohracher, 1886–1891
- Johann Sigwart, 1891–1894
- Willibald Hofmann, 1894–1900
- Josef Anton Rohracher, 1900–1913, 1919–1922
- Johann Oberhueber, 1913–1919, 1922–1928
- Theodor von Hibler, 1928–1931
- Franz Henggi, 1931–1938
- Emil Winkler, 1938–1945
- Johann Ignaz Oberhueber, 1945–1947, Ehrenbürger der Stadt Lienz
- Alois Pichler, 1947–1950
- Michael Meirer, 1950–1962
- Hubert Huber, 1962–1994, Ehrenbürger der Stadt Lienz
- Helga Machne, 1994–2003
- Johannes Hibler, 2003–2011
- Elisabeth Blanik, seit 2011

## Sonstige Persönlichkeiten
- Alderich von Jäger (1746–1819), 1800 bis 1814 Stadtpfarrer und Dekan von Lienz
- Franz von Defregger, Maler, 1835 im Ortsteil Stronach der Gemeinde Iselsberg-Stronach, geboren, 1921 in München gestorben
- Albin Egger-Lienz, Maler, 1868 in Stribach geboren, 1926 in St. Justina (Bozen) gestorben
- Johann Paterer, Bildhauer, 1712 in Hopfgarten in Defereggen geboren, 1785 in Lienz gestorben; wirkte seit 1738 in Lienz